# Ladendorf
Ladendorf är en ort och kommun i Österrike. Den ligger i distriktet Mistelbach i förbundslandet Niederösterreich, 40 km norr om huvudstaden Wien. 
Kommunen består av sju orter (Ortschaften) (inom parentes invånarantal 1 januari 2024):

- Eggersdorf (91)
- Garmanns (82)
- Grafensulz (141)
- Herrnleis (158)
- Ladendorf (1 355)
- Neubau (441)
- Pürstendorf (80)